# Manuel de León
Manuel de León (Segòvia, finals del segle XVI - El Escorial, 23 d'agost de 1632) fou un músic espanyol del Renaixement molt versat en l'art del contrapunt, i artista completament format abans de vestir l'hàbit religiós.
Fou nomenat mestre de capella del Reial Monestir, deixant el seu nom a gran fama. A l'època del seu ingrés en l'orde un seu germà era mestre de capella de la catedral de Segòvia. De les seves composicions, les que assoliren més fama, i de les que en fa mèrit l'historiador del Monestir d'El Escorial, fra Francisco de los Santos, fou els Motets que va compondre per a Setmana Santa. D'aquests un, Domine Jesuchriste, a quatre veus, es divulgà en la part de València, on se'l troba atribuït als més grans dels mestres del segle d'or espanyol, entre ells el de Vitòria. Manuel de León és un excellent contrapuntista, de tècnica molt sòlida, però destaca per sobre de tot la unció rústica de les seves obres. Aquestes estan compostes a quatre i vuit veus, i es conserven a l'Arxiu de Música del reial Monestir de San Lorenzo d'El Escorial. En algunes de les obres se li dona el nom de Pedro, el que podria donar origen a creure que es tracta d'una altra compositor. És error de copista.